# Ермакова, Ирина Владимировна
Ири́на Влади́мировна Ермако́ва (род. 15 сентября 1952, Москва, СССР) — советский и российский биолог. Кандидат психологических наук, доктор биологических наук, до сентября 2010 года — научный сотрудник Института высшей нервной деятельности и нейрофизиологии РАН. Победительница антипремии ВРАЛ.
Известна как автор работ, встретивших серьёзную критику научного сообщества, в которых утверждается, что генетически-модифицированная соя негативно влияет на репродуктивные функции животных. Считает, что технологию создания ГМО человечеству дали инопланетяне. Считает, что мужчины произошли от женщин-гермафродитов.

## Биография
И. В. Ермакова родилась в Москве в 1952 году. С 1961 по 1968 год училась в школе № 23 с изучением ряда предметов на английском языке, а с 1968 по 1970 год — в биологическом классе школы № 135. В школьные годы посещала зоопсихологический кружок при Дарвинском музее, Всесоюзное общество охраны природы (ВООП) под руководством известного биолога Петра Петровича Смолина.
В 1972 году поступила на биологический факультет МГУ им. М. В. Ломоносова. В 1978 году стала аспиранткой Института общей и педагогической психологии. В 1981 году под научным руководством Н. И. Чуприковой защитила диссертацию на соискание учёной степени кандидата психологических наук по теме «Следовые процессы в зрительном анализаторе человека при произвольном запоминании точечных световых раздражителей» (специальность 19.00.02 — психофизиология), работа была посвящена изучению произвольной и непроизвольной памяти при воздействии зрительных стимулов на человека; официальные оппоненты — А. Н. Лебедев и Е. С. Махлах; ведущее учреждение — МГУ имени М. В. Ломоносова, биологический факультет, кафедра высшей нервной деятельности. В 2001 году в Институте высшей нервной деятельности и нейрофизиологии РАН защитила докторскую диссертацию «Компенсаторно-восстановительные процессы при внутримозговой трансплантации незрелой нервной ткани» (специальности 03.00.00 — биологические науки: 03.01.04 — биохимия, 03.03.01 — физиология), в которой описала функциональные особенности мозговых стволовых клеток при трансплантации в мозг животных незрелой нервной ткани. Многочисленные исследования показали, что этот тип стволовых клеток образуется в разных структурах головного мозга животных и человека, опровергая тезис о том, что «нервные клетки не восстанавливаются».
В 1989—2005 годах И. В. Ермакова проводила совместные исследования с иностранными коллегами с краткосрочными визитами (до 3 месяцев) в Чехословакии, США, Великобритании, Швеции.

## Исследования ГМО
Начиная с 2005 года И. В. Ермакова экспериментально исследует воздействие одного из сортов генно-модифицированной сои (RR, линия 40.3.2) на здоровье крыс и их потомства, но научное сообщество подвергло критике работы Ермаковой за нарушения в организации эксперимента и некорректную обработку полученных данных. Результаты Ермаковой не подтвердились в независимых экспериментах.
В 2007—2009 годах Ермаковой удалось привлечь к работе сотрудников двух институтов РАН, а также Института Российской Академии медицинских наук (РАМН). В этих институтах проверяли влияние генно-модифицированной сои не только на лабораторных крысах, но и на мышах и хомячках Кэмпбелла. По утверждению И. В. Ермаковой, ГМ-соя (RR, линия 40.3.2) негативно влияла на половые органы и репродуктивные функции животных, приводила к нарушению гормонального баланса, бесплодию, образованию опухолей. В подтверждение были опубликованы сообщения в российских журналах «Современные проблемы науки и образования» и «В мире научных открытий», не входящем в перечень ведущих рецензируемых научных журналов и изданий), а также статья в журнале Nature Biotechnology. Публикация в Nature Biotechnology вызвала интерес учёных из разных стран мира, а также стала объектом критики.
С докладами по проблеме генно-модифицированных организмов и результатов своих экспериментов Ермакова побывала на многочисленных конференциях за рубежом, неоднократно выступала по ТВ и радио. В марте 2011 года она дала продолжительное интервью об опасности ГМО в интернет-передаче «Как на духу» в США.
Ермакова заявляет, что технологию создания ГМО человечеству дали инопланетяне с целью сократить или даже уничтожить население Земли. Обсуждала опасность ГМО с Николаем Левашовым. Для получения больших урожаев без использования ГМО советует использовать метод, разработанный Левашовым.

## Публикации
И. В. Ермакова имеет 215 публикаций, из них 52 по проблемам экологической и продовольственной безопасности, была участницей 110 международных и отечественных конгрессов, съездов и конференций. К настоящему времени Ермаковой было опубликовано 3 книги-брошюры и 27 статей по проблеме ГМО в отечественных и иностранных изданиях. Однако только одна из публикаций по проблемам экологической безопасности была сделана в авторитетном научном издании, остальные либо являются публицистикой, либо опубликованы в неавторитетных изданиях.

## Общественная деятельность
И. В. Ермакова с 1998 года принимает активное участие в общественных экологических организациях. С ноября 2006 года по 2009 год являлась вице-президентом по здравоохранению Общенациональной Ассоциации генетической безопасности.

## Критика
Опыты И. В. Ермаковой встретили серьёзную критику со стороны учёного сообщества. Эти результаты в научной печати не публиковались, о них сообщалось только на конференциях и в СМИ. Однако, учитывая большой общественный резонанс, вызванный её работами не только в России, но и в мире, редакция самого авторитетного научного журнала в области биотехнологии «Nature Biotechnology» предложила И. Ермаковой ответить на ряд вопросов, а затем попросила экспертов прокомментировать её ответы («Nature Biotechnology», 2007, № 9, с. 981—987). Эксперты пришли к заключению, что из-за ошибок в проведении экспериментов результаты и сделанные из них выводы о вреде ГМ-сои являются некорректными с научной точки зрения. Именно несоответствие методики экспериментов И. Ермаковой общепринятым международным протоколам по исследованиям на животных и явилось одной из причин, по которым эксперты не признали её результаты достоверными.

## Премия ВРАЛ
2 октября 2016 года жюри (главный редактор «Антропогенез.ру» А. Б. Соколов, ведущая канала SciOne М. Ефадзе, биоинформатик М. С. Гельфанд, биоинформатик и популяризатор науки А. Ю. Панчин, антрополог и научный редактор портала «Антропогенез.ру» С. В. Дробышевский, генетик С. А. Боринская, врач и журналист А. В. Водовозов, лингвист И. Б. Левонтина, видеоблогер М. Лидин, журналист Н. Дёмина) научно-просветительского форума «Учёные против мифов-2», организованного научно-просветительским порталом «Антропогенез.ру», торжественно избрало её почётным академиком Врунической академии лженаук (ВРАЛ). Свой выбор жюри объяснило тем, что анти-ГМО-движение наносит большой ущерб развитию науки и экономики России.